# 젠네 모스크

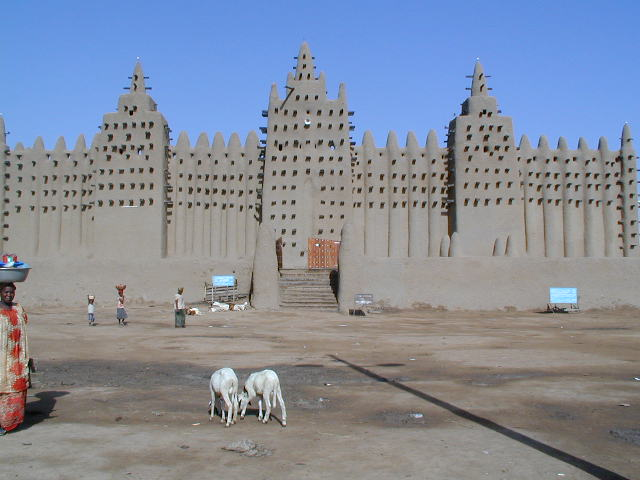
젠네 모스크의 전경

젠네 모스크 (그랑 모스크, 진흙 모스크, The Great Mosque of Djenné)는 세계에서 가장 큰 진흙벽돌 건물로 이슬람 문화의 영향을 받은 수단-사하라 양식 건축물의 대표적인 걸작이다. 모스크는 말리의 젠네에 위치하고 있으며, 바니강 유역의 평야에 있다. 아프리카의 가장 유명한 랜드마크 중 하나로 1988년 UNESCO의 세계유산으로 등록되었다.

## 역사

### 첫 번째 모스크

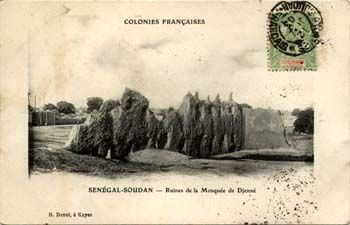
프랑스 엽서에 그려진 폐허가 된 젠네 모스크

젠네에 첫 번째 모스크가 건설된 연도는 알려져 있지 않으나, 대략 13세기에서 14세기 말 사이에 지어졌을 것이라고 추정된다. 모스크가 언급된 최초의 기록물은 알사디(al-Sadi)가 지은 타리크 알수단(Tarikh al-Sudan, 수단의 역사)인데, 17세기 중반 이전에 이미 구전으로 이 모스크의 존재가 알려져 있었다고 한다. 이 책에 따르면 쿤부루 술탄이 무슬림으로 개종을 하면서 왕궁을 부수고 그자리에 모스크를 지었다고 전해진다. 그는 모스크 동쪽에 새로운 왕궁을 지었다. 그의 후계자는 모스크의 첨탑을 지었고(미너렛), 그 후손들이 주변을 둘러싸는 벽을 지었다고 한다. 첫 번째 모스크의 폐허는 20세기 초반에 발행된 프랑스의 엽서에도 나타나있다.
프랑스의 탐험가 르네 카일리에(René Caillié)가 1828년 젠네를 처음 방문함으로써 서양인들에게 이 모스크의 존재가 알려지게 되었다. 그는 "젠네에는 흙으로 만들어진 모스크가 있는데 2개의 커다란 덩어리로 이루어져 있으나 첨탑은 보이지 않는다. 그 규모는 매우 크지만, 정교하게 지어진 건물은 아니다. 이 모스크는 현재 버려진 상태로 수많은 제비들이 그 속에 둥지를 짓고 있다." 라고 저술하고 있다.

### 세쿠 아마두의 모스크
르네 카일리에가 방문하기 10년 전, 풀라니족의 추장 세쿠 아마두(Seku Amadu)가 전쟁을 벌여 젠네를 점령했다. 세쿠 아마두는 그곳에 존재하는 모스크들을 인정하지 않았고 파괴를 허용했다. 카일리에가 본 것은 이로 인해 파괴된 건물들로 추측된다. 1834년~1836년 사이 세쿠 아마두는 예전 궁궐터였던 모스크의 동쪽에 새로운 모스크를 세웠다. 새로운 모스크는 낮은 높이의 거대한 건물로 첨탑은 존재하지 않았다.
1893년 4월 루이 아르시나르(Louis Archinard)가 이끄는 프랑스 군대가 젠네를 점령했다. 얼마뒤 프랑스의 저널리스트 펠릭스 뒤부아(Félix Dubois)가 젠네를 방문하여 폐허가 된 원래의 모스크에 대해 저술했다. 뒤부아는 그가 방문했을 당시 폐허가 된 모스크의 내부는 묘지로 사용되고 있었다고 쓰고있다.

### 현재의 모스크
1906년 프랑스 당국은 폐허가된 모스크를 새로 짓고 세쿠 아마두의 모스크가 있는 자리에는 학교를 짓기로 결정한다. 젠네의 석공이었던 이스마일라 트로레(Ismaila Traoré)의 감독으로 1907년 재건축이 완료된다. 그당시의 사진에 따르면 원래의 모스크를 감싸는 외벽들의 배치는 원형대로 복구되었지만 지붕을 받치는 기둥의 위치는 정보의 부족 때문에 제대로 구현해 내지 못했다. 메카를 향해 대칭을 이루며 서있는 3개의 첨탑은 재건축을 통해 새로이 만들어졌다. 이러한 모스크의 재건축은 다분히 프랑스의 영향을 받은 것이었다.
동쪽벽 앞에 자리한 언덕에는 2개의 무덤이 위치해 있는데 남쪽의 큰 무덤은 18세기의 중요한 이맘이었던 알마니 이스마일라(Almany Ismaïla)의 것이다. 프랑스 식민시절 모스크의 동쪽에는 연못이 있었으나 지금은 매워져 시장으로 사용되고 있다.
말리의 많은 모스크에 전기와 수도가 도입되었다. 많은 모스크가 표면을 완전히 새롭게 장식하여 역사적인 가치가 있는 외관이 훼손되기도 했고, 모스크 특유의 고결함을 상실했다. 젠네의 그랑모스크에도 현재 스피커 시스템이 설치되어 있지만 젠네의 시민들은 모스크의 고결함을 일치 않기 위해 건물 자체를 현대화하는 것에 반대했다. 많은 역사학자들이 이러한 젠네 시민들의 결정에 찬사를 보냈다.

## 디자인

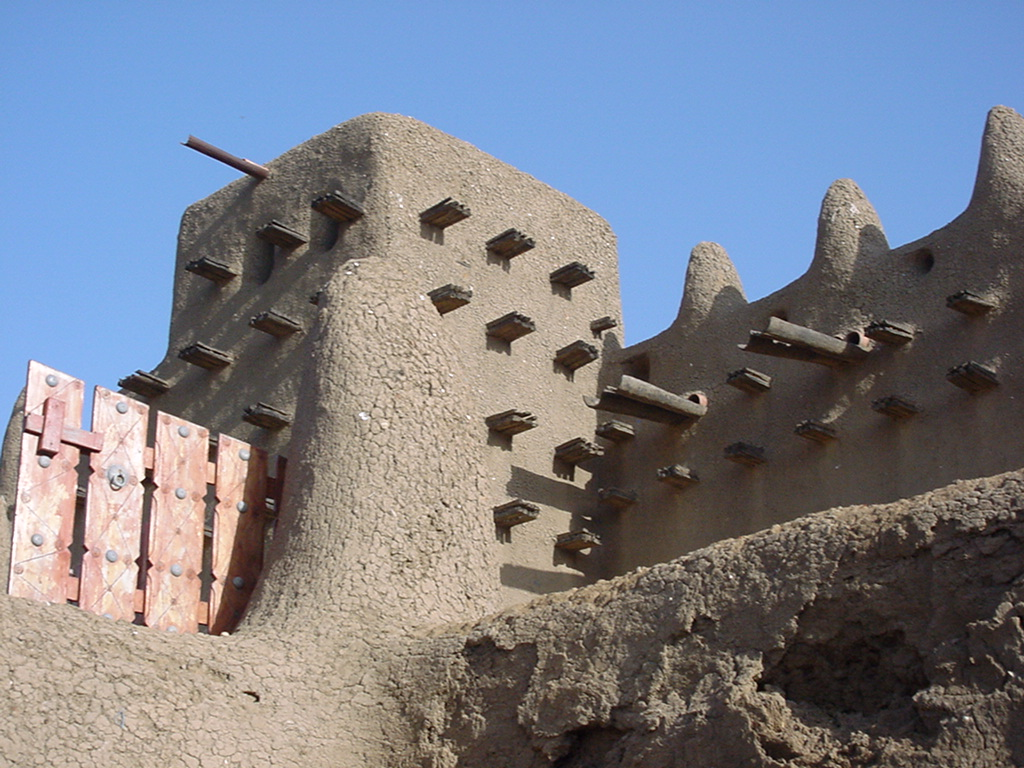
장식과 보수용 발판의 두가지 용도로 쓰이고 있는 야자나무 기둥

젠네 모스크의 벽은 햇볕으로 말린 진흙 벽돌(ferey)로 지어졌고 표면에는 진흙 반죽이 발라져 매끈하게 조각이 된 느낌이 든다. 벽은 야자나무 기둥(toron)으로 장식되어 있는데, 60cm 길이로 박혀있다. 또한 이 기둥은 매년 이루어지는 벽의 보수를 위한 발판으로도 활용된다. 또한 도자기로 만들어진 반원통형 구조물이 지붕으로부터 돌출되어 있는데,이는 빗물을 진흙벽으로부터 떨어뜨리기 위한 용도로 쓰였다.
모스크는 75 m x 75 m 넓이의 기단위에 지어졌는데, 기단은 주변 대지(시장)보다 3m 정도 높게 지어졌다. 기단은 6개의 계단을 통해 올라설 수 있으며 각각 첨탑들로 꾸며져있다. 건물의 입구는 북쪽에 나있다. 모스크의 외벽은 정확한 직사각형이 아닌 약간 삐뚤어진 마름모꼴의 형태를 보여준다.

## 문화적 가치

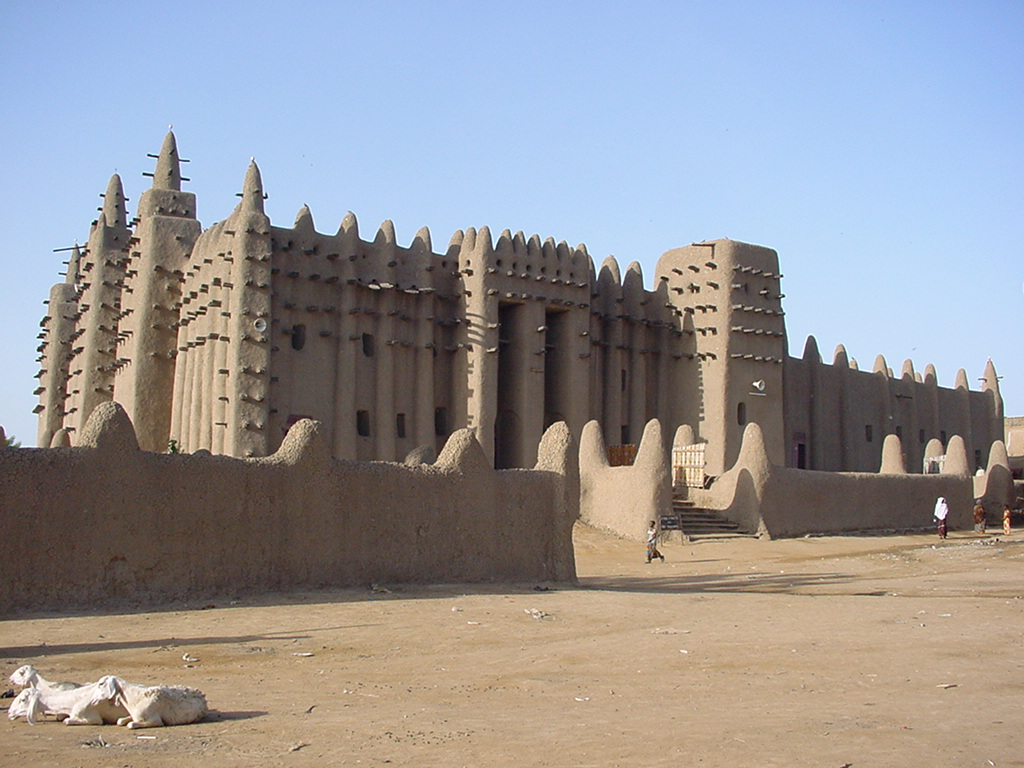
북쪽벽에 위치한 입구

젠네에서는 독특한 연중행사를 벌임으로서 모스크의 보수에 기여하고 있다. 물론 이 축제에서도 음악과 음식이 등장하지만, 이 축제의 주된 목표는 1년간 비나 기온변화에 의해 손상을 입은 모스크를 보수하는 것이다. 축제가 시작되기 며칠전부터 구덩이에 회반죽을 준비한다. 회반죽이 굳어지지 않게 하기 위해 계속해서 저어 주어야 하는데, 이러한 일은 어린 아이들이 맡는다. 여자들과 소녀들은 축제 며칠전 회반죽을 만들 물과 일꾼들에게 지급할 물을 퍼온다.
축제날이 되면 남자들은 이미 박혀있는 야자나무 기둥을 타고 올라가 모스크 표면에 진흙을 바른다.다른 남자들은 회반죽을 구덩이로부터 모스크로 옮겨오는 작업을 한다. 이때 누가 제일 먼저 모스크에 도착하는지 경주가 펼쳐지기도 한다. 젠네의 석공들은 예외없이 이 작업에 투입되며 이 축제에 여러번 참가했던 연장자들은 시장 광장에 마련된 자리에 앉아 이 작업을 지켜보고, 감독한다.
젠네 모스크는 중세시기때부터 아프리카의 가장 중요한 이슬람 교육기관 역할을 해왔으며 수천명의 학생들이 쿠란을 배우기 위해 젠네의 마드라스(쿠란 학교)로 몰려들었다. 1988년 유네스코는 많은 유서 깊은 모스크가 있음에도 불구하고 "말리와 젠네를 상징하는 탁월한 상징물"이라는 이유를 들어 젠네 모스크를 세계유산으로 등재했다. 하지만 주변이 점점 도시화가 진행되어 위험에 처한 세계유산에 등재되었다.

## 같이 보기
- 이슬람 건축